# Omalium rugulipenne
Omalium rugulipenne är en skalbaggsart som beskrevs av Edward Caldwell Rye 1864. Omalium rugulipenne ingår i släktet Omalium, och familjen kortvingar. Arten har ej påträffats i Sverige.